# Prühlermühle
Prühlermühle  (fränkisch: Briela Miel) ist ein Gemeindeteil des Marktes Oberscheinfeld im Landkreis Neustadt an der Aisch-Bad Windsheim (Mittelfranken, Bayern). Prühlermühle liegt in der Gemarkung Prühl.

## Geografie
Die Einöde liegt am linken Ufer des Prühlbachs. Im Osten steigt das Gelände zur bewaldeten Anhöhe Mühlberg 428 m ü. NHN an. Ein Anliegerweg führt unmittelbar westlich zur Staatsstraße 2257, die nach Oberscheinfeld (1,8 km südlich) bzw. nach Prühl verläuft (1,1 nordöstlich).

## Geschichte
Der Ort wurde im Würzburger Lehenbuch, das im Zeitraum von 1333 bis 1335 entstanden ist, als „Molendinum ze Bruel“ erstmals erwähnt. Das Bestimmungswort des Ortsnamens ist wie bei dem benachbarten namensgebenden Ort Prühl „brüel“ (mhd. für sumpfige Wiese).
Im Rahmen des Gemeindeedikts (frühes 19. Jahrhundert) wurde Prühlermühle dem Steuerdistrikt und der Ruralgemeinde Prühl zugeordnet. Am 1. Januar 1972 wurde Prühlermühle im Zuge der Gebietsreform in Bayern nach Oberscheinfeld eingemeindet.

### Baudenkmal
- Haus Nr. 1: Mühle[8]

### Einwohnerentwicklung
| Jahr      | 1836   | 1840   | 1861   | 1871   | 1885   | 1900   | 1925   | 1950   | 1961   | 1970   | 1987  |
| Einwohner | 5      | 5      | 8      | 9      | 12     | 6      | 5      | 6      | 4      | 7      | 5     |
| Häuser    | 1      | 1      |        |        | 2      | 2      | 1      | 1      | 1      |        | 1     |
| Quelle    | [ 10 ] | [ 11 ] | [ 12 ] | [ 13 ] | [ 14 ] | [ 15 ] | [ 16 ] | [ 17 ] | [ 18 ] | [ 19 ] | [ 1 ] |

## Religion
Prühlermühle ist seit der Reformation evangelisch-lutherisch geprägt und bis heute nach St. Sixtus (Stierhöfstetten) gepfarrt.